# Адушкин, Виталий Васильевич
Виталий Васильевич Адушкин (род. 10 сентября 1932, Москва) — российский геофизик, академик РАН (2003; член-корреспондент с 1997).

## Биография
В 1956 году окончил факультет теоретической и экспериментальной физики МИФИ. В 1956—1962 годы — младший научный сотрудник Института химической физики АН СССР. В 1966—1991 годы работал в Институте физики Земли АН СССР.
В 1991—2004 годы — директор Института динамики геосфер РАН.
Был заведующим кафедрой «Теоретическая и экспериментальная физика геосистем» Московского физико-технического института. Член общества «Potomac Geophysical Society».

## Научная деятельность
Труды в области экспериментальной геофизики и геомеханики. Исследовал динамические структуры в геосферах и нарушение их равновесного состояния при природных и техногенных воздействиях. Разработал модели возникновения магнитных бурь, выявил роль приливных сил в формировании напряженного состояния земной коры и вынужденных движений «твердого» ядра Земли. Открыл знакопеременные деформации структурных блоков, исследовал разрушение массивов горных пород, зон проседания, изменения гидрогеологических условий вокруг провальных воронок. Разработал методику оценки устойчивости склонов, исследовал условия образования крупных оползней и каменных лавин при сильных воздействиях.
Член редколлегии журнала «Физика Земли».
Является председателем Научного совета РАН по проблемам народнохозяйственного использования взрывов, членом координационного совета РАН по наукам о Земле, Межведомственного совета при Госгортехнадзоре РФ, Совета РАН по космосу, научного совета РАН по проблемам сейсмологии.

## Награды и премии
- 1979 — «Знак Почёта»
- 1986 — Трудового Красного Знамени
- 1989 — Премия Совета Министров СССР
- 1995 — Премия Правительства РФ в области науки и техники (10 июля) — за разработку и внедрение технологии использования массовых взрывов для возведения горно-капитальных выработок и профильных сооружений [3]
- 1999 — Орден Почёта[4]
- 2004 — Премия Правительства РФ в области науки и техники[5]
- 2018 — Премия имени Б. Б. Голицына (совместно с А. А. Спиваком) — за монографию «Физические поля в приповерхностной геофизике»[6]
- 2024 — Благодарность Президента Российской Федерации (5 февраля 2024 года) — за заслуги в развитии отечественной науки, многолетнюю плодотворную деятельность и в связи с 300-летием со дня основания Российской академии наук[7]

## Членство в организациях
- 1997 — член-корреспондент РАН
- 2003 — академик РАН по специальности «Геофизика»
- Член американского геофизического общества и представитель РАН в Корпорации сейсмологов университетов США (IRIS).